# Mitonyssus
Mitonyssus es un  género de ácaros parásitos perteneciente a la familia  Macronyssidae.

## Especies
Mitonyssus C. E. Yunker & F. J. Radovsky, 1980
- Mitonyssus molossinus Yunker & Radovsky, 1980
- Mitonyssus noctilio C. E. Yunker & F. J. Radovsky, 1980